# Лемба (окръг Пафос)
Лѐмба (на гръцки: Λέμπα) е село в Кипър, окръг Пафос. Според статистическата служба на Република Кипър през 2001 г. селото има 100 жители.
Намира се на 4 км северно от Пафос.